# Xantusia riversiana
Xantusia riversiana là một loài thằn lằn trong họ Xantusiidae. Loài này được Cope mô tả khoa học đầu tiên năm 1883.

## Hình ảnh

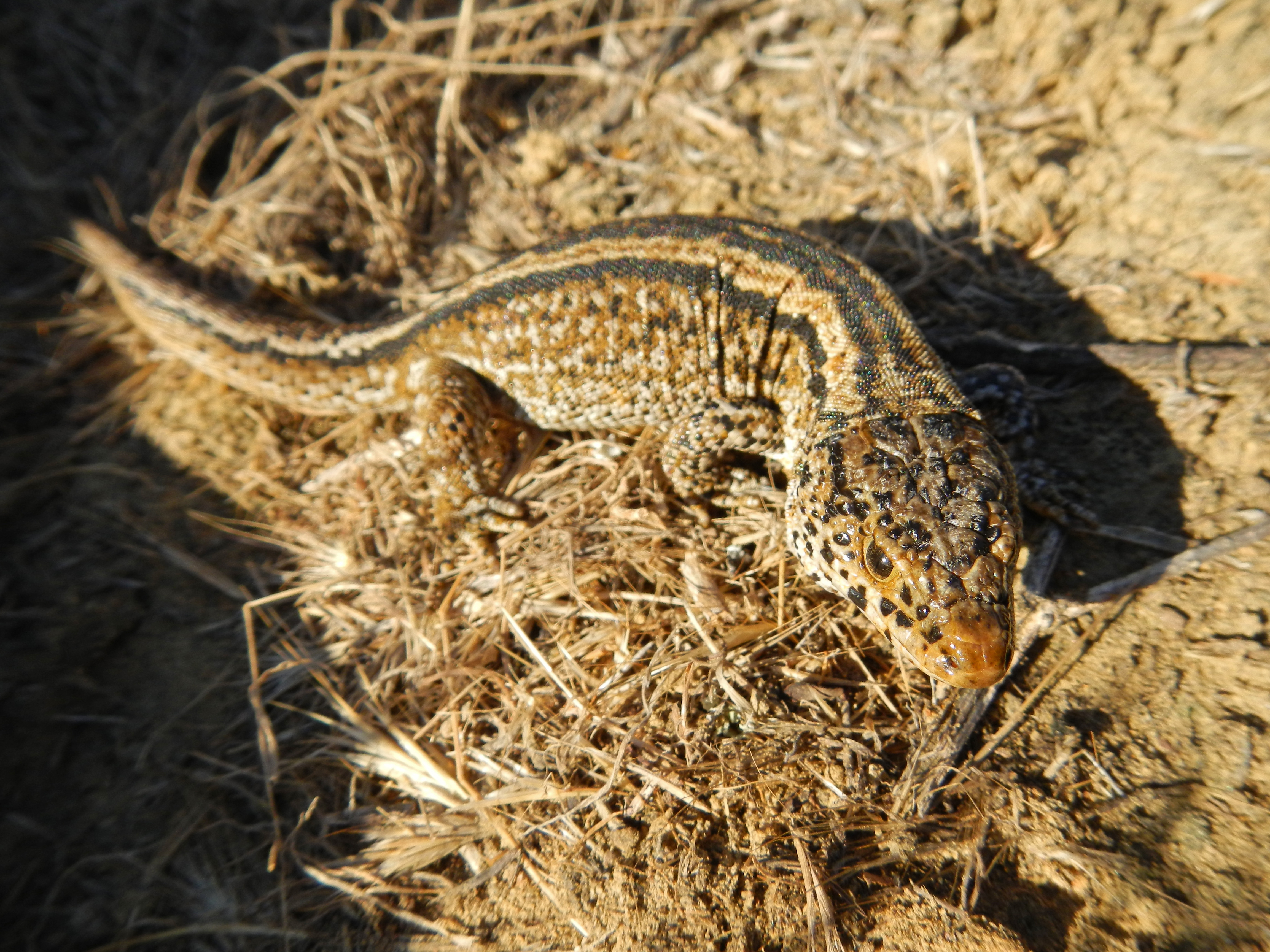